# Phorinia longiseta
Phorinia longiseta là một loài ruồi trong họ Tachinidae.